# Palazzo Marcello (Cannaregio)
Palazzo Marcello è un edificio veneziano sito nel sestiere di Cannaregio e affacciato sul Canal Grande tra Palazzo Vendramin Calergi e Palazzo Molin Erizzo.

## Storia
A metà del XV secolo il palazzo apparteneva alla famiglia Molin della Maddalena ed era costituito all'epoca da un solo piano, oltre al mezzanino e al piano terra. Passò ai Marcello nel 1517 per via del matrimonio fra Marco Antonio Marcello e Caterina Molin di Nadalin. Venne ricostruito su strutture più antiche verso la fine del XVII secolo. In questo palazzo nacque nel 1603 il capitano da mar Lorenzo Marcello e nel 1686 il compositore Benedetto Marcello. In questo palazzo dove abitava, il 25 ottobre 1913 venne stroncato da infarto lo scrittore inglese Frederick Rolfe.

## Architettura
A livello dei piani nobili, il palazzo presenta due grandi pentafore composte da finestre decorate con arco a tutto sesto. Il palazzo presenta la tradizionale tripartizione. La presenza di due portali ad acqua lascia ipotizzare un uso bifamiliare della residenza.